# 가스파르 2세 드 콜리니
가스파르 2세 드 콜리니(프랑스어: Gaspard II de Coligny, 1519년 2월 16일 ~ 1572년 8월 24일)는 프랑스의 제독이자, 위그노 전쟁(1562~1598) 초기의 개신교 지도자였다.

## 어린 시절과 군복무
샤티용쉬를루앙(Châtillon-sur-Loing)에서 샤티용의 장군 가스파르 1세 드 콜리니와 프랑스 원수 안 드 몽모랑시(Anne de Montmorency)의 누나 루이즈 드 몽모랑시 사이에서 태어났다. 그의 가족은 개신교 집안이었다.
22세가 되었을 때 콜리니는 법정에 와서 2대 기즈 공 프랑수아 드 로렌(François de Lorraine)과 친하게 지냈다. 1544년 이탈리아 전쟁에 종군하였고, 후에 보병 대장으로 임명되었다. 1522년 프랑스의 제독이 되어, 스페인 군대들에 대항하여 싸웠다가 그들에게 잡혀 2년간 옥살이를 하였다.

## 개신교 보호
1555년 브라질에 위그노들을 보내 안전하게 식민지를 설립할 계획을 세웠으나, 1560년까지 종교 개혁을 위한 그의 후원을 공식적으로 선언하지 않았다. 그 당시 그의 삼촌의 보호를 받아 프랑스에서 개신교 신자들의 보호자가 되었다. 대법관 미셸 드 로스피탈(Michel de l'Hospital)의 후원과 함께 종교적 자유령을 요구하였다. 콜리니의 대화는 종교적이라기보다는 정치적이었고 그는 칼뱅주의 철학에 관심을 끌어들였어도, 개신교를 질서, 학문, 정의의 유지를 위한 제도로 보았다.

## 위그노 전쟁
1562년 위그노 전쟁이 시작되자, 망설이면서 전쟁에 참여하였다. 그는 우수한 장군들 중에 하나가 아니었으며, 전쟁을 싫어하였다. 1569년 첫째 콩데 왕자(Prince of Condé)의 사망과 동시에 위그노의 단독적인 지도자가 되었다. 몽콩투르(Moncontour)에서 몇번씩 패하였음에 불구하고, 남프랑스에서 군대를 다시 불러모아 센강 유역 상류 만큼 멀리까지 전진하여 생제르맹 조약을 강요하였다.

## 정치
1571년 법정에 돌아온 콜리니는 샤를 9세와 함께 호의를 급속히 향상시켰고, 국왕의 정책에 중요한 영향을 끼치는 데 노력하기 시작하였다. 프랑스의 로마 가톨릭 교도들과 개신교 교도들의 합동 군대들이 네덜란드에서 스페인 군대에 대항하여 싸우는 제안을 제출하였다. 스페인군들을 플랑드르에서 몰아내는 것만이 제2의 목적이었다. 그 당시에 콜리니는 자신을 위하여 국왕과 호의를 얻기를 희망하였다.

## 죽음

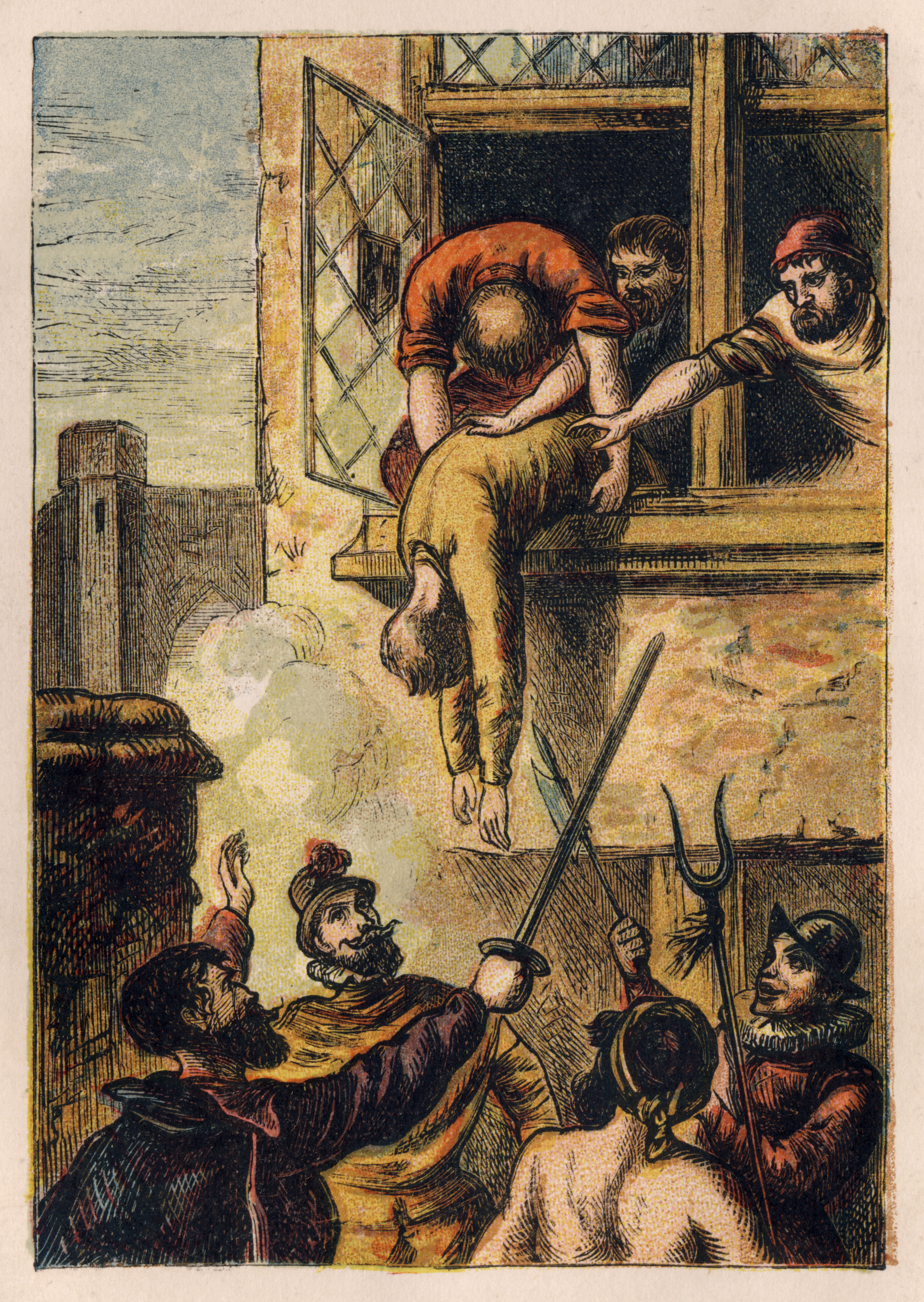
Joseph Martin Kronheim - 폭스의 순교사 2판 삽화 - 콜리니 제독의 죽음

카트린 드 메디시스와 기즈 공은 그들의 동맹국 스페인과의 전쟁을 원하지 않았고, 국왕에게 그들의 개인적 영향이 끼치는 것을 두려워하였다. 카트린의 선동은 1572년 8월 22일 파리에서 콜리니에 대항하는 데 성공하지 못한 암살 시도였다. 샤를 9세가 콜리니를 방문하여 완전한 조사를 약속하였다. 그녀 자신이 발견되리라 믿었던 카트린은 콜리니에게 개신교 신자들이 그에게 앙갚음하려는 음모를 꾸민다고 말하면서, 자신의 아들의 위협과 불안정을 이용하였다.
국왕의 격노가 폭발하고 콜리니를 포함한 개신교 지도자들을 살해할 명령을 내려, 성 바르톨로메오 축일의 학살 사건이 시작되었고 결국 8월 24일의 새벽에 앙리 드 기즈(Henri de Guise)의 용병들이 콜리니의 집을 공격하여 그를 찌르고 계속 찌르면서 결국 그를 창문 밖으로 내던졌고 버티다가 결국 기즈의 부하들 중의 한명에 의해 참수당하고 말았다.
잘려진 그의 목은 로렌의 추기경(Charles de Lorraine, 2e cardinal de Lorraine)에게 보내졌는데 '콜리니의 목을 받은 로렌의 추기경(Porträt: Das Haupt Coligny's wird dem Kardinal von Lothringen in Rom überbracht.)'이란 그림이 존 크라크 리드패쓰 (John Clark Ridpath)가 쓴《리드패쓰의 세계사,(Ridpath's History of the World )》라는 책에 실려있다.